# Annie (película de 1982)
Annie es una película de 1982 dirigida por John Huston y con coreografía por Arlene Phillips. La película es una adaptación del musical de 1977 del mismo nombre. Annie es protagonizada por Albert Finney, Carol Burnett, Bernadette Peters, Ann Reinking, Tim Curry, Geoffrey Holder, Edward Herrmann, Steven Kynman y Aileen Quinn, Cuenta con música de Charles Strouse, letras de Martin Charnin y guion de Thomas Meehan.

## Argumento
En 1933, después de la Gran Depresión, una joven huérfana llamada Annie vive en el Hogar para Niñas de Hudson St. en la ciudad de Nueva York , dirigido por la señorita Hannigan, una alcohólica cruel que obliga a las huérfanas a limpiar el edificio a diario ("Es el Hard Knock Life for Us "). Con la mitad de un relicario como su única posesión, Annie se mantiene optimista de que sus padres, que la dejaron en la puerta cuando era un bebé, regresarán por ella ("Quizás"). Annie se escapa con la ayuda de un lavandero llamado Sr. Jules Bundles y adopta un perro callejero, al que llama Sandy ("Perro tonto"). Desafortunadamente, un oficial de policía devuelve a Annie al orfanato poco después ("Teniente Ward").
Grace Farrell, secretaria del multimillonario Oliver Warbucks, llega para invitar a un huérfano a vivir con Warbucks durante una semana para mejorar su imagen pública. Annie es elegida y ella y Sandy viajan a la mansión de Warbucks, donde se encuentran con sus muchos sirvientes y dos guardaespaldas, Punjab y Asp ("Creo que me va a gustar aquí"). Warbucks, que inicialmente despidió a Annie por ser mujer, está encantada de dejarla quedarse; lleva a Annie y Grace al Radio City Music Hall para ver una película, Camille, mientras comienza a desarrollar afecto por Annie ("Vamos al cine"). Grace lo insta a adoptar a Annie ("We Got Annie") y se encuentra con la señorita Hannigan,
Warbucks le revela sus planes a Annie, incluso le ofrece un nuevo relicario, pero ella se niega. Ella explica el propósito de su relicario roto y su esperanza de que sus padres regresen con la otra mitad. Warbucks aparece en el programa de radio de Bert Healy y ofrece 50.000 dólares para encontrar a los padres de Annie ("Nunca estás completamente vestido sin una sonrisa"). Esto causa histeria masiva, con muchos futuros padres que aparecen para reclamar el dinero. Para escapar de la locura, Warbucks lleva a Annie a la Casa Blanca y le presenta al presidente Franklin D. Roosevelt. Su esposa, Eleanor Roosevelt, les informa de su plan para introducir un programa de bienestar social para ayudar a los pobres de Estados Unidos y le pide a Warbucks que lo dirija; Annie lo anima a ayudar ("Mañana"). Al regresar a casa, Annie se desanima cuando Grace revela que ninguno de los padres potenciales sabía sobre el relicario.
El hermano de la estafadora de Miss Hannigan, Rooster, y su novia Lily St. Regis la visitan, planeando hacerse pasar por los padres de Annie para ganar la recompensa. El trío registra las pertenencias de los huérfanos y la señorita Hannigan revela que los verdaderos padres de Annie murieron en un incendio hace años; por lo tanto, ella (Hannigan) posee la otra mitad del relicario ("Easy Street"). Los amigos de Annie escuchan la conversación e intentan escabullirse, pero son atrapados y encerrados. Gallo y Lily tienen éxito con la artimaña y Annie es secuestrada minutos después de salir de la mansión ("Quizás (Repetición)"). Sin embargo, sus amigos finalmente llegan a Warbucks y le dicen la verdad. Conmocionado y horrorizado, informa al FBI y a la policía, que comienzan una búsqueda por toda la ciudad.
Annie convence a los delincuentes de detenerse, solo para escapar y destruir el cheque de Warbucks. En su furia, Rooster persigue a Annie por un puente de ferrocarril elevado en un esfuerzo por matarla. La señorita Hannigan, que nunca quiso lastimar a Annie, intenta detener a Rooster, pero su propio hermano la deja inconsciente. Cuando Rooster y Annie llegan a la cima del puente, Punjab puede rescatar a Annie y reunirla con Warbucks y Grace. Rooster y Lily son arrestados mientras Annie es adoptada oficialmente por Warbucks ("No necesito nada más que tú"). En un fiesta de cuatro de julio a la que asisten los huérfanos, una señorita Hannigan redimida y los Roosevelt, Warbucks le da a Annie el nuevo relicario y ella abraza a su nuevo padre. Warbucks también besa a Grace (correspondiendo los sentimientos que ella guarda en secreto por él), lo que implica que los dos eventualmente se casarán. Los fuegos artificiales, como en los créditos finales, crujen sobre su cabeza y escriben el nombre de Annie.

## Elenco
Principales
- Albert Finney como Oliver Warbucks.
- Carol Burnett como Agatha Hannigan.
- Tim Curry como Rooster Hannigan.
- Bernadette Peters como Lily St. Regis
- Ann Reinking como Grace Farrell.
- Edward Herrmann como Presidente Franklin Delano Roosevelt.
- Aileen Quinn como Annie.
- Steven Kynman como Steve.
- Geoffrey Holder como Punjab.
- Roger Minami como el Asp.

Huérfanos
- Toni Ann Gisondi como Molly.
- Rosanne Sorrentino como Pepper.
- Lara Berk como Tessie.
- April Lerman como Kate.
- Robin Ignico como Duffy.
- Lucie Stewart como July.

Reparto/Menores
- Lois de Banzie como Eleanor Roosevelt.
- Peter Marshall como Bert Healy.
- Irving Metzman como Mr. Bundles
- I. M. Hobson como Drake.
- Colleen Zenk Pinter como Ceceil.
- Mavis Ray como Mrs. Greer
- Pamela Blair como Annette.
- Lu Leonard como Mrs. Pugh
- Victor Griffin como Saunders.
- Jerome Collamore como Frick.
- Jon Richards como Frack.

## Musicales
1. "Tomorrow" - Aileen Quinn y las huérfanas
2. "Maybe" - Aileen Quinn
3. "It's the Hard Knock Life" - Aileen Quinn, Toni Ann Gisondi y coro
4. "Dumb Dog" - Aileen Quinn
5. "Sandy" - Aileen Quinn y las huérfanas
6. "I Think I'm Gonna Like It Here" - Aileen Quinn y Ann Reinking
7. "Little Girls" - Carol Burnett
8. "Let's Go to the Movies" - Aileen Quinn, Ann Reinking, Albert Finney y coro
9. "We Got Annie" - Ann Reinking, Lu Leonard, Geoffrey Holder y Roger Minami
10. "Sign" - Carol Burnett y Albert Finney
11. "You're Never Fully Dressed Without a Smile" - Peter Marshall, coro y las huérfanas
12. "Tomorrow (White House Version)" - Aileen Quinn, Albert Finney, Lois deBanzie y Edward Herrmann
13. "Easy Street" - Carol Burnett, Tim Curry y Bernadette Peters
14. "Maybe (Reprise)" - Aileen Quinn y Albert Finney
15. "Finale/I Don't Need Anything But You/We Got Annie/Tomorrow" - Aileen Quinn, Albert Finney, coro y las huérfanas